# Annkristin Heine
Annkristin Heine (* 1979 in Hannover) ist eine deutsche Hämatologin und Onkologin und Hochschullehrerin an der Medizinischen Universität Graz.

## Leben und Wirken
Nach dem Abitur 1999 am Gymnasium am Bildungszentrum Nord in Reutlingen nahm Heine im Wintersemester 1999/2000 das Studium der Humanmedizin an der Universität Tübingen auf. Im August 2001 legte sie ihr Physikum ab. Nach einem halbjährigen Auslandsstudium an der Universität Victor Segalen Bordeaux II im Wintersemester 2002/03 und dem Ablegen des Zweiten Abschnitts der Ärztlichen Prüfung absolvierte sie vom Mai 2005 bis April 2006 ihr Praktisches Jahr mit Stationen unter anderem an der Icahn School of Medicine at Mount Sinai, dem Krebszentrum Bergonié in Bordeaux, der Zürcher Höhenklinik in Davos und dem Klinikum Stuttgart. 2006 schloss sie ihr Studium endgültig ab und wurde im selben Jahr summa cum laude von der Universität Tübingen mit der von Peter Brossart betreuten Arbeit Induktion CMV-spezifischer CD4+ und CD8+ T-Zell-Antworten mit RNA-transfizierten dendritischen Zellen zur Dr. med. promoviert. Ab Oktober 2006 arbeitete Heine als Assistenzärztin in der Abteilung für Hämatologie und Onkologie des Universitätsklinikums Freiburg, 2008 wechselte in selber Stellung an das Universitätsklinikum Bonn. Dort wurde sie 2014 zur Oberärztin der Medizinischen Klinik III befördert. Seit 2018 hatte sie in Bonn den Lehrstuhl für Tumorimmunologie inne. Im November 2023 erwarb sie den Facharzttitel für Innere Medizin und Hämatologie und Onkologie. Im Juli 2024 wurde sie in Bonn zu einer von sieben Prodekaninnen der medizinischen Fakultät ernannt und war für die Themengebiete Internationales und wissenschaftlicher Nachwuchs zuständig.
Im März 2025 übernahm Heine den Lehrstuhl für Hämatologie an der Medizinischen Universität Graz.

## Forschungsschwerpunkte
Heines Forschungsschwerpunkte liegen vor allem im Bereich der Immunantwort, insbesondere bei hämatologischen Erkrankungen und Entzündungsreaktionen. Dies gilt vor allem für den Bereich der Knochenmarktransplantation. Insbesondere im Bereich der Graft-versus-Host-Reaktion wurden Mitglieder ihrer Forschungsgruppe 2025 ausgezeichnet. Ihr Ziel ist dabei auf die Weiterentwicklung von Immuntherapien für hämatologische Neoplasien und die Analyse immunologischer Prozesse bei chronischen Entzündungen gerichtet. Seit September 2013 leitet sie eine immuntherapeutische klinisch-translationale Nachwuchsgruppe im Rahmen des Exzellenzcluster „ImmunoSensation“.